# Skorpions Varese 1989
Questa voce raccoglie le informazioni riguardanti gli Skorpions Varese nelle competizioni ufficiali della stagione 1989. Lo sponsor principale è Hoonved.

## Roster
| Roster degli Skorpions Varese (1989) |
| --- |
| Quarterback - 1 O.J. Hugley - 14 Paolo Zanella Running Back - 22 Roberto Braghini RB/K - 25 Dario Magoga - 26 Massimiliano Poretti - 29 Angelo Viavattene - -- Wayne O'Reilly Wide Receiver - 84 Giovanni Crosta - -- Sem Molinari Tight End - 44 Giorgio Nardi TE/RB - -- Corrado Pitteri Offensive Linemen - 80 Fulvio Rusconi TE/P - -- ? Grizzetti Defensive Linemen - 66 Fabio Franzini DE/OT - 74 Onofrio Schifani DE - -- Giacomo Cranchi Linebacker - 84 Federico Turchi Defensive Back - 8 Sergio Angelini WR/CB Special Team |

## Campionato Serie A1 FIAF 1989

### Regular season
| Varese 26 febbraio 1989 1ª giornata | Hoonved Skorpions Varese | 41 – 14 referto | Lloyd Adriatico Lancieri Novara | Stadio Franco Ossola, via Bolchini |

| Milano 4 marzo 1989 2ª giornata | Seamen Milano | 27 – 14 referto | Hoonved Skorpions Varese |  |

| Varese 12 marzo 1989 3ª giornata | Hoonved Skorpions Varese | 25 – 26 referto | Philips Frogs Legnano | Stadio Franco Ossola, via Bolchini |
| \| \| \| \| \| O'Reilley Q3 (TD) run O'Reilley Q3 (TD) run Molinari Q3 (TD) 15yd pass O'Reilley Q3 (TD) run Braghini Q3 (pat) \| Marcatori \| Monetti Q1 (TD) run Tamasi Q2 (TD) pass Rovellini Q2 (pat) Roncaia Q2 (TD) pass Rovellini Q2 (pat) Frasco Q4 (TD) run \| |                          | |                       |                                    |
| |                          | |                       |                                    |
| O'Reilley Q3 (TD) run O'Reilley Q3 (TD) run Molinari Q3 (TD) 15yd pass O'Reilley Q3 (TD) run Braghini Q3 (pat) | Marcatori                | Monetti Q1 (TD) run Tamasi Q2 (TD) pass Rovellini Q2 (pat) Roncaia Q2 (TD) pass Rovellini Q2 (pat) Frasco Q4 (TD) run |                       |                                    |

| Torino 19 marzo 1989 4ª giornata | GiG Giaguari Torino | 16 – 45 referto | Hoonved Skorpions Varese | Motovelodromo Fausto Coppi, corso Casale 144 |

| Bolzano 2 aprile 1989 5ª giornata | Multikraft Jets Bolzano | 15 – 12 referto | Hoonved Skorpions Varese | Stadio Marco Druso, viale Trieste 29 |

| Varese 8 aprile 1989 6ª giornata | Hoonved Skorpions Varese | 0 – 20 referto | Orion Aristide Mion Saints Padova | Stadio Franco Ossola, via Bolchini |

| Varese 16 aprile 1989 7ª giornata | Hoonved Skorpions Varese | 20 – 40 referto | Wirtgen Rhinos Milano | Stadio Franco Ossola, via Bolchini |

| Trieste 23 aprile 1989 8ª giornata | Dino Conti Muli Trieste | 14 – 19 referto | Hoonved Skorpions Varese | Campo Baseball Prosecco |

| Varese 6 maggio 1989 9ª giornata | Hoonved Skorpions Varese | 19 – 15 referto | Eurotexmaglia Lions Bergamo | Stadio Franco Ossola, via Bolchini |

| Grosseto 14 maggio 1989 10ª giornata | Italia Trasporti Condor Grosseto | 29 – 6 referto | Hoonved Skorpions Varese | Stadio Olimpico Comunale, via Veterani dello Sport 9 |

| Varese 20 maggio 1989 11ª giornata | Hoonved Skorpions Varese | 6 – 17 referto | Eos Chiefs Ravenna | Stadio Franco Ossola, via Bolchini |
| \| \| \| \| \| Angelini Q4 (TD) pass da Hugley \| Marcatori \| Castellucci Q1 (FG) 27yd field goal Knight Q2 (TD) Castellucci Q2 (pat) Alberani Q2 (TD) pass da Medici Castellucci Q2 (pat) \| |                          | |                    |                                    |
| |                          | |                    |                                    |
| Angelini Q4 (TD) pass da Hugley | Marcatori                | Castellucci Q1 (FG) 27yd field goal Knight Q2 (TD) Castellucci Q2 (pat) Alberani Q2 (TD) pass da Medici Castellucci Q2 (pat) |                    |                                    |

| Bologna 27 maggio 1989 12ª giornata | Bonfiglioli Riduzioni Warriors Bologna | 21 – 12 referto                                                   | Hoonved Skorpions Varese | Campo Lunetta Gamberini |
| \| \| \| \| \| Longhi Q1 (TD) 28yd run Bonomi Q1 (tpc) Stanzani Q2 (TD) 35yd pass da Roberts Roberts Q3 (TD) run Pattacini Q3 (pat) \| Marcatori \| O'Reilley Q2 (TD) pass da Hugley O'Reilley Q2 (TD) pass da Hugley \| |                                        |                                                                   |                          |                         |
| |                                        |                                                                   |                          |                         |
| Longhi Q1 (TD) 28yd run Bonomi Q1 (tpc) Stanzani Q2 (TD) 35yd pass da Roberts Roberts Q3 (TD) run Pattacini Q3 (pat) | Marcatori                              | O'Reilley Q2 (TD) pass da Hugley O'Reilley Q2 (TD) pass da Hugley |                          |                         |

## Statistiche di squadra
| Competizione | %Vittorie | In casa | In casa | In casa | In casa | In casa | In casa | In trasferta | In trasferta | In trasferta | In trasferta | In trasferta | In trasferta | Totale | Totale | Totale | Totale | Totale | Totale |
| Competizione | %Vittorie | G       | V       | N       | P       | Pf      | Ps      | G            | V            | N            | P            | Pf           | Ps           | G      | V      | N      | P      | Pf     | Ps     |
| ------------ | --------- | ------- | ------- | ------- | ------- | ------- | ------- | ------------ | ------------ | ------------ | ------------ | ------------ | ------------ | ------ | ------ | ------ | ------ | ------ | ------ |
| Campionato   | .333      | 6       | 2       | 0       | 4       | 111     | 132     | 6            | 2            | 0            | 4            | 108          | 122          | 12     | 4      | 0      | 8      | 219    | 254    |
| Totale       | .333      | 6       | 2       | 0       | 4       | 111     | 132     | 6            | 2            | 0            | 2            | 108          | 122          | 12     | 4      | 0      | 8      | 219    | 254    |

## Giovanili

### Under 20

#### Campionato Under 20 FIAF 1989

##### Regular season
| 1º ottobre 1989 1ª giornata | Arexons Seamen Milano | 13 – 3 referto | Skorpions Varese |  |

| 7 ottobre 1989 2ª giornata | GiG Giaguari Torino | 6 – 25 referto | Skorpions Varese |  |

| 14 ottobre 1989 3ª giornata | Skorpions Varese | 14 – 0 referto | Bobcats Parma |  |

| 21 ottobre 1989 4ª giornata | Wirtgen Rhinos Milano | 20 – 14 referto | Skorpions Varese |  |

| 28 ottobre 1989 5ª giornata | Skorpions Varese | 13 – 0 referto | Vipers Modena |  |

| 4 novembre 1989 6ª giornata | Skorpions Varese | 28 – 0 referto | FD Diana Pharaones Garbagnate |  |

### Statistiche di squadra
| Competizione | %Vittorie | In casa | In casa | In casa | In casa | In casa | In casa | In trasferta | In trasferta | In trasferta | In trasferta | In trasferta | In trasferta | Totale | Totale | Totale | Totale | Totale | Totale |
| Competizione | %Vittorie | G       | V       | N       | P       | Pf      | Ps      | G            | V            | N            | P            | Pf           | Ps           | G      | V      | N      | P      | Pf     | Ps     |
| ------------ | --------- | ------- | ------- | ------- | ------- | ------- | ------- | ------------ | ------------ | ------------ | ------------ | ------------ | ------------ | ------ | ------ | ------ | ------ | ------ | ------ |
| Campionato   | .667      | 3       | 3       | 0       | 0       | 55      | 0       | 3            | 1            | 0            | 2            | 42           | 39           | 6      | 4      | 0      | 2      | 97     | 39     |
| Totale       | .667      | 3       | 3       | 0       | 0       | 55      | 0       | 3            | 1            | 0            | 2            | 42           | 39           | 6      | 4      | 0      | 2      | 97     | 39     |